# Lucien Revelly
Lucien, Jean-Baptiste, Revelly, né le 3 janvier 1906 à Paris 3e et mort le 11 avril 1984 à Toulon, est un coureur cycliste, puis dirigeant du cyclisme français.

## Biographie
Il entre d'abord au Montparnasse-sportif, un club de cyclisme sur piste ; A seize ans, en 1922, il gagne la Grande finale de la Médaille,. En 1923, il arrive en finale du Prix Alfred Riguelle derrière Lucien Michard et Lucien Faucheux. Il passe ensuite au Voltaire-Sportif. En 1925, il remporte le Grand Prix de Paris amateurs en battant Léon Galvaing en finale et le championnat de France de vitesse amateurs devant Galvaing,,. En 1926, il gagne le Grand Prix Cyclo-Sport de vitesse. En 1927, il fait son service militaire au 31e régiment d'infanterie et gagne le championnat de France militaire,.
Après sa retraite de coureur, il est membre du comité Île-de-France de la fédération française de cyclisme,. Chaque dimanche entre les demi-finales et la finale de la Médaille, il prodigue des conseils aux demi-finalistes au Vél' d'Hiv',,. Il est membre du comité directeur de la FFC jusqu'en 1950. 
En 1948, il est le manager de l'équipe de France olympique de cyclisme sur piste aux JO de Londres,,  et emmène Jacques Dupont et  l'équipe de France de poursuite à la victoire,.

## Palmarès

### Championnat national
- Champion de France de vitesse amateurs : 1925
- Champion de France militaire : 1927

### Championnat régional
- Champion de Paris junior : 1923[1]

### Grands Prix
- Grande finale de la Médaille : 1922
- Prix du Comité : 1925[20]
- Grand Prix de Paris : 1925
- Grand Prix Cyclo-Sport de vitesse :1926
- Prix Claude Picquart : 1927[21]
- Prix Maurice Quentin : 1927[22]

### Autres
- Champion d'hiver du Paris-Sportif[note 3] 1927/1928[23]